# Schloss Klöden
Das Schloss Klöden ist ein ehemaliges kursächsisches Kammergut. Errichtet wurde es als Umbau an der Stelle eines der ältesten deutschen Burgwarde. Diese Burg wurde wiederum an der Stelle einer vorausgegangenen slawischen Befestigungsanlage errichtet. Das Schloss steht rechtsseitig der Elbe in Klöden, einem Stadtteil von Jessen im Landkreis Wittenberg in Sachsen-Anhalt. Obwohl das Bauwerk in seiner jetzigen Form als Schloss gilt, hat sich regional die Bezeichnung Burg Klöden durchgesetzt.

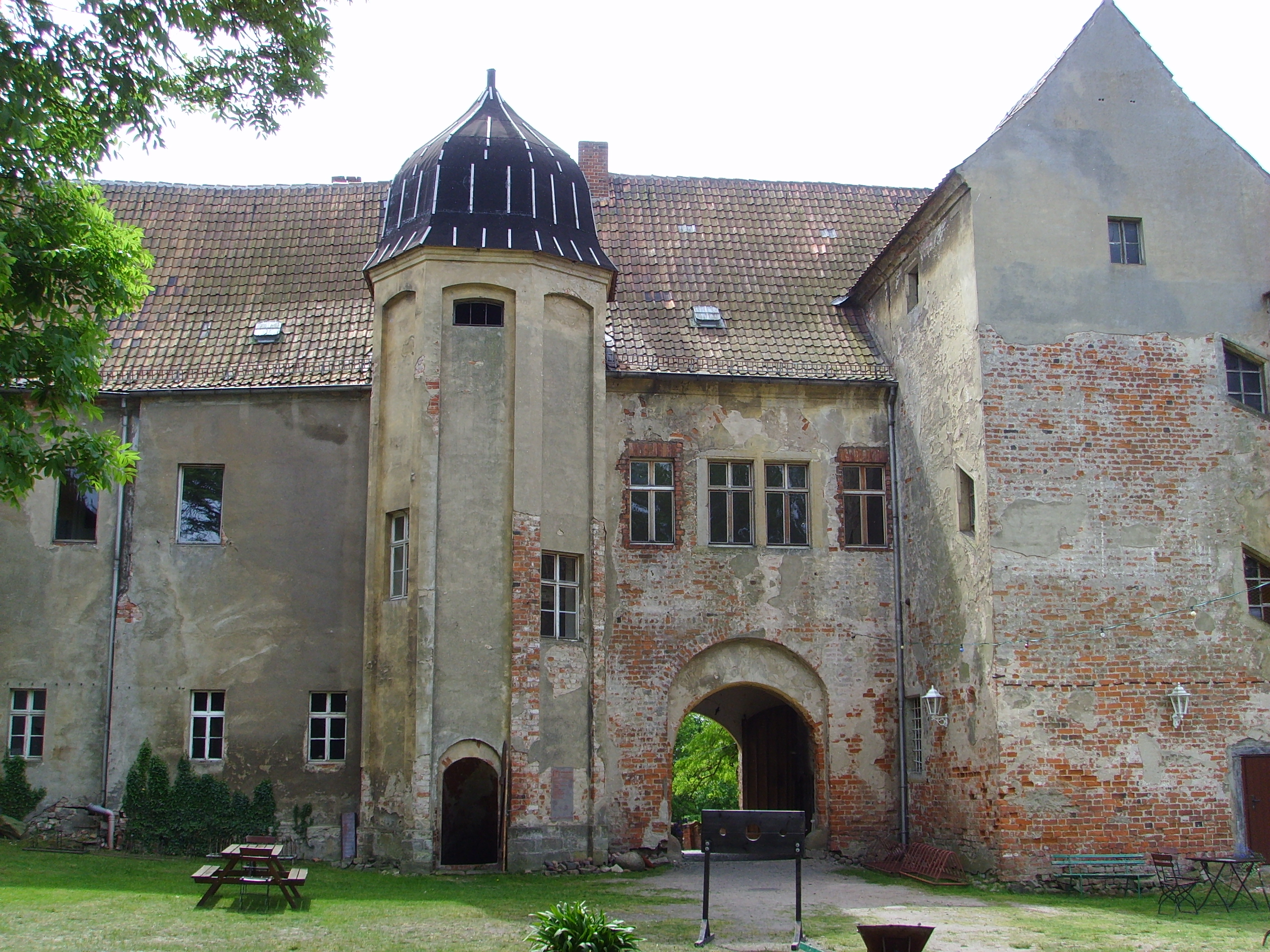
Schloss Klöden

## Geschichte
Der Ort, an dem sich das heutige Schloss Klöden befindet, war bereits durch slawische Stämme besiedelt und liegt im ehemaligen Slawengau Nizizi. Die auf einer slawischen Wehranlage errichtete Burg war eine der siebzehn an der Elbe befindlichen Burganlagen, welche vermutlich auf Veranlassung Heinrichs I. als Verteidigungsanlagen gegen die Slawen errichtet wurden.   
Nach der Burg benannte sich erstmals vermutlich Petro de Clodene, der zwischen 1162 und 1189 erscheint. 
Bis 1439 gehörte Klöden dem herzoglichen Rat Apel Vitzthum dem Älteren zu Roßla. 
Ab der Mitte des 16. Jahrhunderts erfolgte dann unter dem damaligen Besitzer der Burg, Jobst Kanne aus dem Adelsgeschlecht derer von Kanne, ein Umbau des Süd- und Ostflügels zu einem Renaissanceschloss. 
1676 erwarb Margaretha Sibylla Löser das Schloss. Etwa ab dieser Zeit erfolgte unter der Familie Löser eine barocke Überformung der Gebäude. 1747 wurde auf Schloss Klöden eine Brandstifterin zum Feuertod durch Verbrennen verurteilt. Im Jahr 1781 verkaufte die Familie Löser das Anwesen an den damaligen sächsischen Kurfürst Friedrich August von Sachsen. Mit dem Verkauf wurde das Rittergut zum Kammergut. 

Nach dem Wiener Kongress gehörte das Schloss zum Königreich Preußen und wurde zur königlichen Domäne. Ab dem Jahr 1934 war die Anlage Gemeindeeigentum und diente unter anderem als Wohnraum für mehrere Familien.

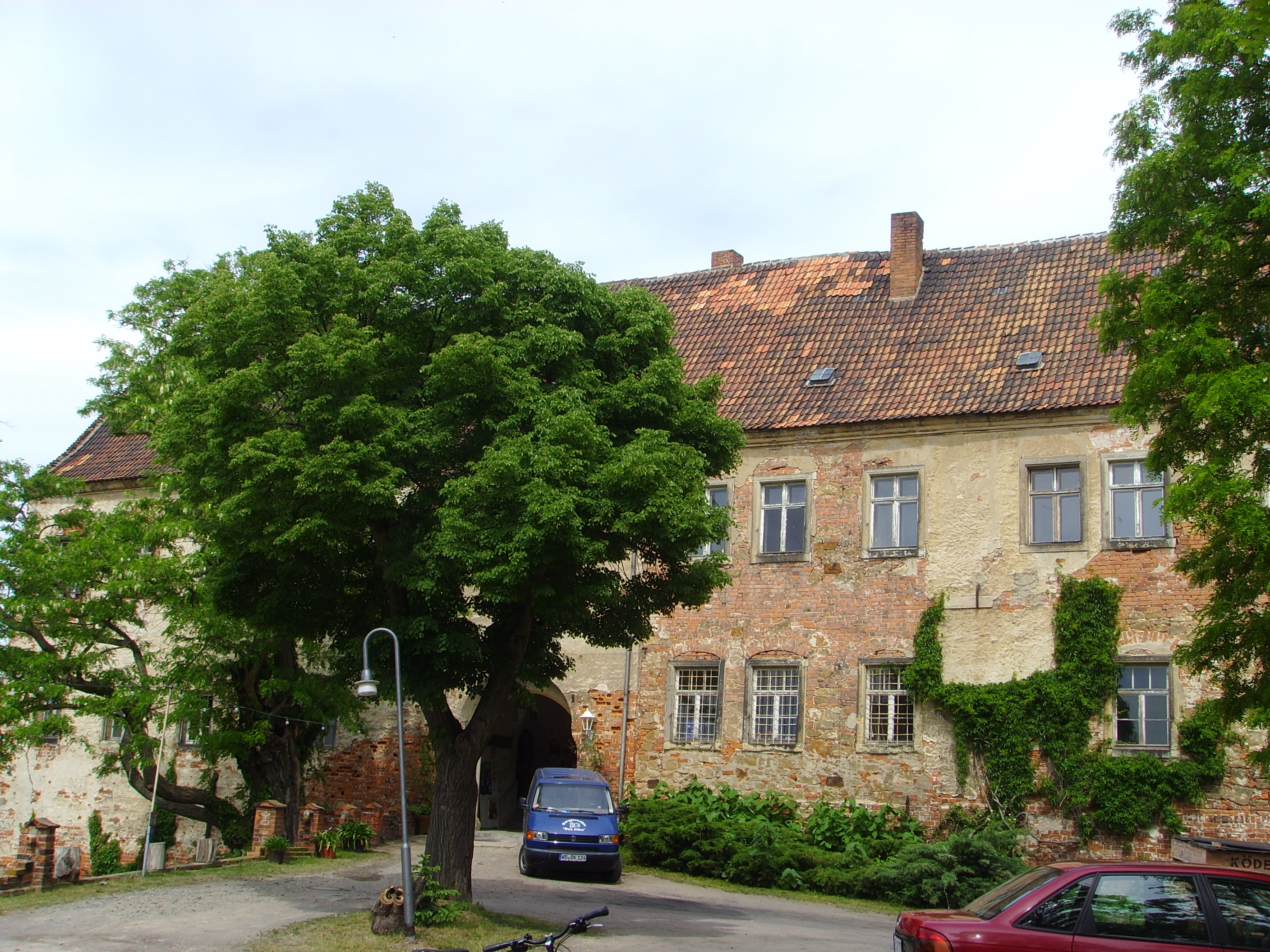
Einfahrt an der Südseite

 1935 wurde das Schloss von der Domäne getrennt und ging in Regierungsbesitz über. Die geplante Einrichtung einer Schule scheiterte aus Kostengründen. Das ehemalige, zur Domäne gehörige Vorwerk Rettig wurde in eine Siedlungsstelle umgewandelt. In der Zeit nach dem Zweiten Weltkrieg diente die Anlage dann als Schule, öffentliche Verwaltung, Standesamt, Kinderkrippe, Kindergarten und Jugendklub. Nach der Wende wurde das Schloss im Jahr 1992 für den symbolischen Wert von 1 DM an einen privaten Investor verkauft. Nach einer gerichtlichen Beschlagnahme im Jahr 1998 wurde das Schloss 2002 wiederum durch einen privaten Investor übernommen. Dieser gründete einen Verein zur Rettung und Erhaltung der Burg Klöden. Das Elbehochwasser im Jahr 2002 verursachte vor allem in den Kellerräumen des Schlosses Schäden. Zwischen 2005 und 2007 erfolgte eine Sanierung des Ostflügels der Anlage.

## Beschreibung

### Gebäude
Der Hauptteil des Schlosses, der südliche Haupttrakt stammt in seiner heutigen Ausführung aus der zweiten Hälfte des 16. Jahrhunderts. Der Osttrakt wurde um 1600 errichtet. Beide Gebäudeteile sind in Formen der Renaissance ausgeführt. In der Toreinfahrt befinden sich zwei rundbogige Sandsteinportale aus dem 16. Jahrhundert. Mitte des 18. Jahrhunderts wurde ein im Norden befindlicher Wirtschaftstrakt in barocken Formen mit einem Mansardwalmdach errichtet. Die im Hof des Schlosses befindliche Tür zum Ostflügel verfügt über zwei wappenhaltende Putti. Aus der Mitte des 17. Jahrhunderts stammt ein polygonaler Wendelstein mit einer Schweifhaube. Dieser befindet sich auf der Hofseite neben der Toreinfahrt. 

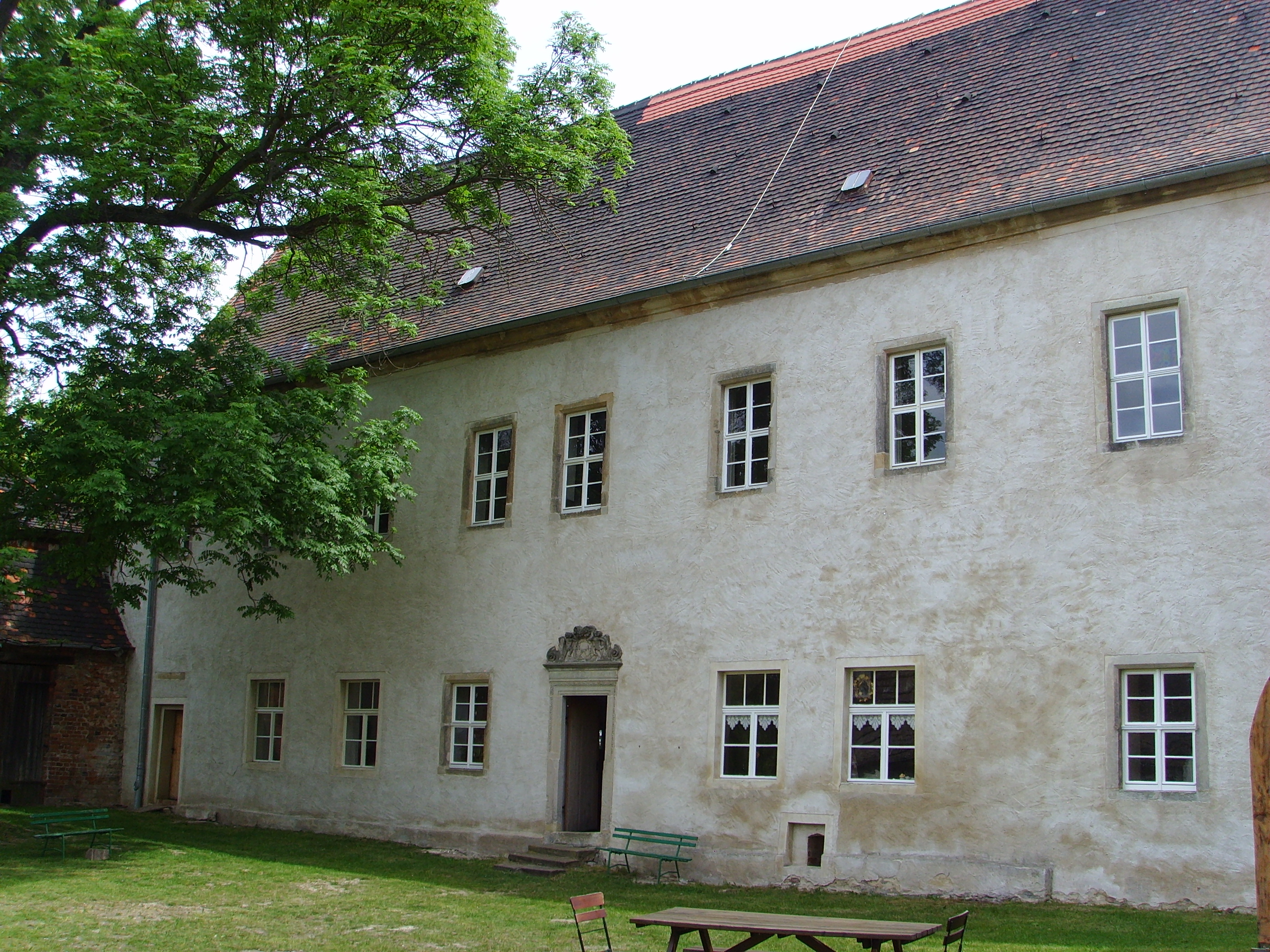
Ostflügel

### Innenräume
Die Innenräume des Schlosses sind zum Teil kreuzgratgewölbt. Im Ostflügel befindet sich die ehemalige Schwarzküche. Die Decken der Wohn- und Empfangsräume bestehen aus mit Kassetten versehenen Holzbalken. Die im Obergeschoss des Ostflügels befindliche Kassettendecke stammt aus der Zeit um 1700 und verfügt über eine Akanthusbemalung. Im Dachboden ist eine barock bemalte Brettertür erhalten geblieben. Eine weitere original erhaltene Tür mit Füllungen und Beschlägen stammt aus der Zeit um 1600.

## Sonstiges
Nach der Übertragung der Anlage an einen Förderverein dient das Schloss heute als Museum und bietet eine eigene Gastronomie an. Bei Veranstaltungen wie einem Ritteressen kann unter anderem das Hexenmuseum mit den darin befindlichen Foltergeräten besichtigt werden.